# 벨린다 바우어
벌린다 바워(Belinda Bauer, 본명: Belinda Jane Taubman, 1950년 6월 13일 ~ )는 오스트레일리아의 배우, 발레 무용수, 심리학자, 모델이다.
오스트레일리아에서 태어났다.

## 출연 작품
- 야성녀 아이비 2 (1996년) - 안젤라 폴크 역
- 살인 법정 (1993년)
- 분노의 추적 (1990년) - 샌디 앤드류스 역
- 로보캅 2 (1990년) - 닥터 줄리엣 팩스 역
- UHF 전쟁 (1989년)
- 제9의 표적 (1987년)
- 삼손과 데릴라 (1984년)
- 플래시댄스 (1983년) - 케이티 허리 역
- 타임라이더 (1982년) - 클레어 싱 역
- 윈터 킬 (1979년)